# Carl Ferdinand Cori
Pour les articles homonymes, voir Cori.
Carl Ferdinand Cori — né le 5 décembre 1896 à Prague, (Autriche-Hongrie à cette époque), et mort le 20 octobre 1984 à Cambridge (Massachusetts), aux États-Unis — est un biochimiste américain d'origine tchèque. Gerty Theresa Cori, sa femme, et lui ont reçu la moitié du prix Nobel de physiologie ou médecine en 1947.

## Biographie
On doit au couple Cori la découverte du cycle de Cori.
En 1947, Gerty Theresa Cori et lui sont conjointement co-lauréats du prix Nobel de physiologie ou médecine (l'autre co-lauréat est Bernardo Houssay) « pour la découverte du processus de conversion catalytique du glycogène ».

## Récompenses et distinctions
- 1948 : prix Willard-Gibbs

- L'astéroïde (6175) Cori porte le nom de Carl Ferdinand Cori et Gerty Theresa Cori.